# Чітіра Тірунал Баларама Варма
Шрі Падманбхадаса Шрі Чітіра Тірунал Баларама Варма (7 листопада 1912 — 20 липня 1991) — правитель південноіндійської держави Траванкор. До досягнення повноліття (1931 року) правив за регентства Сету Лакшмі Баї. За часів його правління було засновано Університет Керали (1937 рік) та збудовано міжнародний аеропорт у Тируванантапурамі (1935 рік).